# Olympische Sommerspiele 2024/Schwimmen – 200 m Rücken (Frauen)
Der Schwimmwettkampf über 200 Meter Rücken der Frauen bei den Olympischen Spielen 2024 in Paris wurde am 1. und 2. August 2024 in der Paris La Défense Arena ausgetragen. Titelverteidigerin war die Australierin Kaylee McKeown, die in Tokio in einer Zeit von 2:04,68 Minuten gewann und sich somit eine von drei Goldmedaillen bei den Spielen in Japan sicherte.

## Rekorde

### Bestehende Rekorde
Vor Beginn der Olympischen Spiele waren folgende Rekorde gültig:
| Weltrekord         | Kaylee McKeown | 2:03,14 min | Sydney | 10. März 2023  |
| Olympischer Rekord | Missy Franklin | 2:04,06 min | London | 3. August 2012 |

### Neue Rekorde
| Olympischer Rekord | Kaylee McKeown | 2:03,73 min | Paris | 2. August 2024 |

## Titelträgerinnen
| Olympische Spiele 2020       | Kaylee McKeown      | 2:04,68 min | Tokio             |
| Weltmeisterschaften 2024     | Claire Curzan       | 2:05,77 min | Doha              |
| Afrikaspiele 2023            | Anishta Teeluck     | 2:17,71 min | Accra             |
| Panamerikanische Spiele 2023 | Kennedy Noble       | 2:08,03 min | Santiago de Chile |
| Asienspiele 2022             | Peng Xuwei          | 2:07,28 min | Hangzhou          |
| Europameisterschaft 2022     | Margherita Panziera | 2:07,12 min | Rom               |
| Pazifikspiele 2023           | Lara Grangeon       | 2:19,71 min | Honiara           |

## Qualifikation
Als Olympische Normzeit (OQT) wurde eine Zeit von 2:10,39 Minuten festgelegt. Athletinnen die diese Zeit im Qualifikationszeitraum (1. März 2023 bis 23. Juni 2024) erreichen dürfen an den Start gehen. Die Anzahl der Athletinnen ist auf maximal zwei pro NOK beschränkt. Darüber hinaus werden weitere Plätze an Schwimmerinnen vergeben, die die Olympische Basiszeit (OCT) von 2:11,04 Minuten geschwommen sind (maximal eine Schwimmerin pro NOK). Über Universalstartplätze besteht eine weitere Chance für die Teilnahme, auch für Athletinnen die keine der beiden Normzeiten schwimmen konnten.

## Ergebnisse

### Vorläufe
Die 16 schnellsten Athletinnen qualifizierten sich für das Halbfinale.
| Rang | Lauf | Bahn | Athletin              | Nation                         | Zeit        | Anmerkung |
| ---- | ---- | ---- | --------------------- | ------------------------------ | ----------- | --------- |
| 1    | 3    | 5    | Peng Xuwei            | China                          | 2:08,29 min | Q         |
| 2    | 2    | 4    | Kylie Masse           | Kanada                         | 2:08,54 min | Q         |
| 3    | 4    | 4    | Kaylee McKeown        | Australien                     | 2:08,89 min | Q         |
| 4    | 4    | 5    | Phoebe Bacon          | Vereinigte Staaten             | 2:09,00 min | Q         |
| 5    | 2    | 3    | Honey Osrin           | Großbritannien                 | 2:09,57 min | Q         |
| 6    | 3    | 4    | Regan Smith           | Vereinigte Staaten             | 2:09,61 min | Q         |
| 7    | 3    | 7    | Anastassija Schkurdaj | Individuelle Neutrale Athleten | 2:09,64 min | Q         |
| 8    | 4    | 6    | Emma Terebo           | Frankreich                     | 2:09,66 min | Q         |
| 9    | 2    | 6    | Eszter Szabó-Feltóthy | Ungarn                         | 2:09,72 min | Q         |
| 10   | 4    | 8    | Lee Eun-ji            | Südkorea                       | 2:09,88 min | Q         |
| 11   | 4    | 3    | Katie Shanahan        | Großbritannien                 | 2:09,92 min | Q         |
| 12   | 4    | 2    | Carmen Weiler         | Spanien                        | 2:10,09 min | Q         |
| 13   | 3    | 6    | Anastasia Gorbenko    | Israel                         | 2:10,29 min | Q         |
| 14   | 4    | 1    | Pauline Mahieu        | Frankreich                     | 2:10,30 min | Q         |
| 15   | 2    | 7    | África Zamorano       | Spanien                        | 2:10,40 min | Q         |
| 16   | 4    | 7    | Dóra Molnár           | Ungarn                         | 2:10,51 min | Q         |
| 17   | 2    | 5    | Jaclyn Barclay        | Australien                     | 2:10,53 min |           |
| 18   | 2    | 1    | Aviv Barzelay         | Israel                         | 2:10,71 min |           |
| 19   | 3    | 2    | Camila Rebelo         | Portugal                       | 2:11,26 min |           |
| 20   | 3    | 3    | Margherita Panziera   | Italien                        | 2:11,60 min |           |
| 21   | 2    | 8    | Gabriela Georgiewa    | Bulgarien                      | 2:12,15 min |           |
| 22   | 3    | 1    | Regan Rathwell        | Kanada                         | 2:12,21 min |           |
| 23   | 1    | 5    | Tatiana Salcuțan      | Moldau                         | 2:13,20 min |           |
| 24   | 3    | 8    | Adela Piskorska       | Polen                          | 2:13,39 min |           |
| 25   | 2    | 2    | Laura Bernat          | Polen                          | 2:14,57 min |           |
| 26   | 1    | 4    | Cindy Cheung          | Hongkong                       | 2:17,32 min |           |
| 27   | 1    | 3    | Anishta Teeluck       | Mauritius                      | 2:18,67 min |           |

### Halbfinale
Die 8 schnellsten Athletinnen qualifizierten sich für das Finale.
| Rang | Lauf | Bahn | Athletin              | Nation                         | Zeit        | Anmerkung |
| ---- | ---- | ---- | --------------------- | ------------------------------ | ----------- | --------- |
| 1    | 1    | 5    | Phoebe Bacon          | Vereinigte Staaten             | 2:07,32 min | Q         |
| 2    | 2    | 5    | Kaylee McKeown        | Australien                     | 2:07,57 min | Q         |
| 3    | 2    | 3    | Honey Osrin           | Großbritannien                 | 2:07,84 min | Q         |
| 4    | 2    | 4    | Peng Xuwei            | China                          | 2:07,86 min | Q         |
| 5    | 1    | 4    | Kylie Masse           | Kanada                         | 2:07,92 min | Q         |
| 6    | 1    | 3    | Regan Smith           | Vereinigte Staaten             | 2:08,14 min | Q         |
| 7    | 2    | 7    | Katie Shanahan        | Großbritannien                 | 2:08,52 min | Q         |
| 8    | 2    | 6    | Anastassija Schkurdaj | Individuelle Neutrale Athleten | 2:08,79 min | Q         |
| 9    | 1    | 6    | Emma Terebo           | Frankreich                     | 2:09,38 min |           |
| 10   | 2    | 2    | Eszter Szabó-Feltóthy | Ungarn                         | 2:09,41 min |           |
| 11   | 1    | 1    | Pauline Mahieu        | Frankreich                     | 2:09,56 min |           |
| 12   | 1    | 8    | Dóra Molnár           | Ungarn                         | 2:09,83 min |           |
| 13   | 1    | 7    | Carmen Weiler         | Spanien                        | 2:09,99 min |           |
| 14   | 2    | 8    | África Zamorano       | Spanien                        | 2:10,63 min |           |
| 15   | 1    | 2    | Lee Eun-ji            | Südkorea                       | 2:11,86 min |           |
| 16   | 2    | 1    | Anastasia Gorbenko    | Israel                         | 2:11,96 min |           |

### Finale
| Rang | Bahn | Athletin              | Nation                         | Zeit        | Anmerkung |
| ---- | ---- | --------------------- | ------------------------------ | ----------- | --------- |
| 1    | 5    | Kaylee McKeown        | Australien                     | 2:03,73 min | OR        |
| 2    | 7    | Regan Smith           | Vereinigte Staaten             | 2:04,26 min |           |
| 3    | 2    | Kylie Masse           | Kanada                         | 2:05,57 min |           |
| 4    | 4    | Phoebe Bacon          | Vereinigte Staaten             | 2:05,61 min |           |
| 5    | 1    | Katie Shanahan        | Großbritannien                 | 2:07,53 min |           |
| 6    | 6    | Peng Xuwei            | China                          | 2:07,96 min |           |
| 7    | 3    | Honey Osrin           | Großbritannien                 | 2:08,16 min |           |
| 8    | 8    | Anastassija Schkurdaj | Individuelle Neutrale Athleten | 2:10,23 min |           |

Mexiko-Stadt 1968 |
München 1972 |
Montréal 1976 |
Moskau 1980 |
Los Angeles 1984 |
Seoul 1988 |
Barcelona 1992 |
Atlanta 1996 |
Sydney 2000 |
Athen 2004 |
Peking 2008 |
London 2012 |
Rio de Janeiro 2016 |
Tokio 2020 |
Paris 2024